# Pusztahencse
Pusztahencse je vas na Madžarskem, ki upravno spada pod podregijo Paksi Županije Tolna.